# Terry Wolverton
Pour les articles homonymes, voir Wolverton.
Terry Wolverton (née le 23 août 1954) est une écrivaine et éditrice féministe lesbienne américaine. Elle est notamment connue pour son livre Insurgent Muse: Life and Art at the Woman's Building, publié en 2002 par City Lights Books, promu l'un des meilleurs livres de 2002 par le Los Angeles Times.

## Biographie
Née le 23 août 1954 à Cocoa Beach, en Floride, Terry Wolverton grandit à Detroit, Michigan. Elle explique que c'est sa grand-mère, Elsba Mae Miller, une ancienne professeure d'anglais, qui lui a donné l'inspiration et l'amour de la langue en lui lisant et récitant régulièrement de la poésie. 

### Formation
Terry Wolverton est diplômée du programme des arts de la scène de Cass Technical High School en 1972. Elle fréquente aussi l'Université de Détroit pour son cursus de théâtre. En 1973, elle part pour l'Université de Toronto, pour y étudier le théâtre, la psychologie et les études féministes.
Terry Wolverton participe à Sagaris, un institut indépendant pour l'étude de la théorie politique féministe, en 1975. Elle s'inscrite ensuite au Thomas Jefferson College, une école expérimentale basée aux Grand Valley State Colleges dans l'ouest du Michigan, où elle participe au programme féministe Women, World et Wonder.

### Carrière
Terry Wolverton déménage à Los Angeles en 1976 et fréquente les ateliers féministes du Woman's Building. Elle passe les treize années suivantes au Woman's Building où, en plus d'écrire et de jouer, elle joue un rôle déterminant dans plusieurs projets dont le Lesbian Art Project, le Great American Lesbian Art Show (GALAS), un projet de performance appelé The Oral Herstory of Lesbianism (Oral) et un groupe de sensibilisation antiraciste de femmes blanches. Elle y côtoie des artistes et militantes féministes telles que Arlene Raven, Tee Corinne, Harmony Hammond ou Kate Millett, De 1987 à 1988, elle est directrice générale de l'organisation à but non lucratif.
Terry Wolverton enseigne l'interprétation et l'écriture créative depuis 1977. En 1986, elle développe le programme de rédaction de visions et de révisions au Connexxus Women's Center / Centro de Mujeres. En 1988, elle lance l'atelier Perspectives au sein du Los Angeles Gay and Lesbian Center, où elle a enseigné jusqu'en 1997. Gil Cuadros, poète américano-mexicain qui a été diagnostiqué avec le sida en 1987, assiste à ses ateliers d'écriture pour les personnes vivant avec le VIH. C'est grâce à Terry Wolverton que Gil Cuadros a pu trouver un exutoire créatif. Il publie grâce à elle son seul livre de fiction, City of God en 1994. 
En 1997, Terry Wolverton fonde Writers at Work, un centre d'écriture où elle continue d'enseigner la fiction, la non-fiction créative et la poésie.
Depuis 2000, Terry Wolverton est aussi instructrice de kundalini yoga. 
En 2007, Terry Wolverton confonde « The Future of Publishing », un groupe de réflexion, qui a réuni des écrivains, des éditeurs, des libraires et des publicistes pour envisager de nouveaux modèles pour atteindre les lecteurs. En plus des discussions, des ateliers, une enquête auprès des lecteurs est menée. Aujourd'hui, Terry Wolverton est professeure associée dans le programme d'écriture de MFA à l'Université Antioch à Los Angeles.

## Publications
Autrice
- (en) Terry Wolverton, Black slip : poetry, Clothespin Fever Press, 1992 (ISBN 1-878533-05-3 et 978-1-878533-05-0, OCLC 27355969, lire en ligne)
- (en) Terry Wolverton, Bailey's Beads, Faber & Faber, 9 août 1996 (ISBN 978-0-571-19891-7, lire en ligne)
- (en) Terry Wolverton, Mystery Bruise: Poems, Red Hen Press, 1999 (ISBN 978-1-888996-14-2, lire en ligne)
- (en) Terry Wolverton, Insurgent Muse: Life and Art at the Woman's Building, City Lights Books, août 2002 (ISBN 978-0-87286-403-0, lire en ligne)
- (en) Terry Wolverton, Greatest Hits, 1988-2001, Pudding House Publications, 2002 (ISBN 978-1-58998-063-1, lire en ligne)
- (en) Terry Wolverton, Embers: A Novel in Poems, Red Hen Press, 2003 (ISBN 978-1-888996-72-2, lire en ligne)
- (en) Terry Wolverton, Shadow and Praise: Poems, Main Street Rag Pub., 2007 (ISBN 978-1-59948-057-2, lire en ligne)
- (en) Terry Wolverton, The Labrys Reunion, Spinsters Ink, 2009 (ISBN 978-1-935226-02-4, lire en ligne)
- (en) Terry Wolverton, Wounded World: Lyric Essays About Our Spiritual Disquiet, Createspace Independent Pub, 5 janvier 2013 (ISBN 978-1-4810-2790-8, lire en ligne)

Directrice de publication
- (en) Terry Wolverton et Robert Drake, Indivisible: New Short Fiction by Gay and Lesbian West Coast Writers, Plume, 1991 (ISBN 978-0-452-26676-6, lire en ligne)
- (en) Terry Wolverton et Robert Drake, Hers: Brilliant New Fiction by Lesbian Writers, Faber & Faber, 1995
- (en) Terry Wolverton et Robert Drake, Son: Brilliant New Fiction by Lesbian Writers, Faber & Faber, 1995
- (en) Terry Wolverton et Robert Drake, Hers 2: Brilliant New Fiction by Lesbian Writers, Faber & Faber, 1997 (ISBN 978-0-571-19909-9, lire en ligne)
- (en) Terry Wolverton et Robert Drake, Hers 3: Brilliant New Fiction by Lesbian Writers, Faber & Faber, 1999 (ISBN 978-0-571-19962-4, lire en ligne)
- (en) Robert Drake et Terry Wolverton, Circa 2000: Gay Fiction at the Millennium, Alyson Books, 2000 (ISBN 978-1-55583-517-0, lire en ligne)
- (en) Robert Drake et Terry Wolverton, Circa 2000: Lesbian Fiction at the Millennium, Alyson, 2000 (ISBN 978-1-55583-518-7, lire en ligne)
- Wolverton, Terry. et Women's Poetry Project., Catena : poem series by the members of the Women's Poetry Project, Silverton Books, 2003 (ISBN 0-9629528-4-2 et 978-0-9629528-4-5, OCLC 55694552, lire en ligne)
- (en) Sondra Hale et Terry Wolverton, From Site to Vision: The Woman's Building in Contemporary Culture, Ben Maltz Gallery, Otis College of Art & Design, septembre 2011 (ISBN 978-0-930209-24-7, lire en ligne)

## Récompenses
En 2002, Terry Wolverton est finaliste pour le Prix du livre Stonewall. Son ouvrage Insurgent Muse: Life and Art at the Woman's Building, publié en 2002 par City Lights Books, est promu l'un des meilleurs livres de 2002 par le Los Angeles Time. Il est aussi gagnant du 2003 Publishing Triangle Judy Grahn Award et finaliste pour le Lambda Literary Award. Son roman en poèmes Embers est finaliste pour le PEN USA Litfest Poetry Award et le Lambda Book Award.